# Sedlčany (stacja kolejowa)
Sedlčany – stacja kolejowa w miejscowości Sedlčany, w kraju środkowoczeskim, w Czechach. Znajduje się na linii 223 Olbramovice – Sedlčany, na wysokości 345 m n.p.m..  

## Linie kolejowe
- 223: Olbramovice – Sedlčany